# Budapests 16:e distrikt
Budapests 16:e distrikt är en del av huvudstaden Budapest i Ungern. Antalet invånare är 68 484.